# District de Sukkur
Le district de Sukkur (ourdou : ضلع  سکھر) est une subdivision administrative du nord de la province du Sind au Pakistan. Constitué autour de sa capitale Sukkur, le district est entouré par les districts de Shikarpur, de Kashmore et de Ghotki au nord, l'Inde à l'est et enfin le district de Khairpur au sud et à l'ouest.
Le district compte près de 1,5 million d'habitants en 2017, dont un tiers vivent dans la capitale, qui est par ailleurs la troisième ville de la province et un important centre économique. C'est un fief politique pour le Parti du peuple pakistanais.

## Histoire

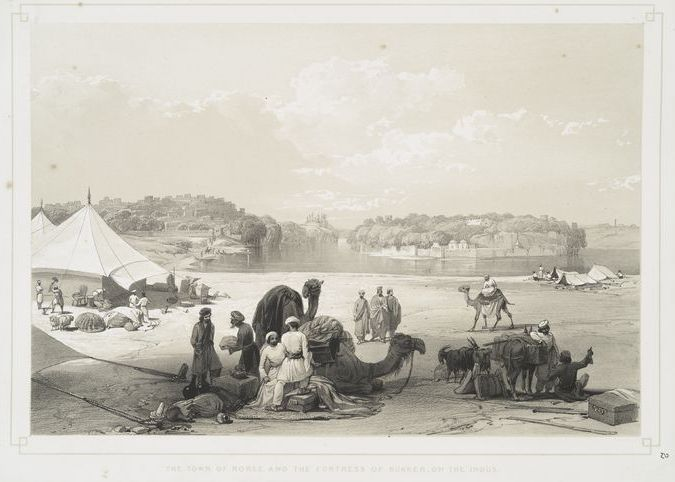
Image historique représentant une caravane entre de Rohri et Sukkur, 1842.

La région de Sukkur a été sous la domination de diverses puissances au cours de l'histoire, notamment le Sultanat de Delhi puis l'Empire moghol, avant d'être est intégrée au Raj britannique en 1858.
Lors de l'indépendance vis-à-vis de l'Inde en 1947, la population majoritairement musulmane soutient la création du Pakistan. Des hindous quittent alors la région pour rejoindre l'Inde, tandis que des migrants musulmans venus d'Inde s'y installent.
Le district a été amputé d'une partie de sa superficie lors de la création du district de Shikarpur en 1977 et du district de Ghotki en 1993.

## Démographie
Au temps de l'indépendance du Pakistan en 1947, le district de Sukkur comprend approximativement 200 000 habitants, travaillant majoritairement dans les domaines de l'agriculture et de la pêche.
Lors du recensement de 1998, la population du district a été évaluée à 908 373 personnes, dont environ 51 % d'urbains. Le taux d'alphabétisation était de 47 % environ, un peu mieux que les moyennes nationale et provinciale de 44 % et 45 % respectivement. Il se situait à 60 % pour les hommes et 31 % pour les femmes, soit un différentiel de 29 points, supérieur aux 20 points de la province.
Le recensement suivant mené en 2017 pointe une population de 1 487 903 habitants, soit une croissance annuelle de 2,5 %, un peu supérieure aux moyennes nationale et provinciale de 2,4 %. Le taux d'urbanisation reste semblable, à 48 %.
| Année                   | 1951    | 1961    | 1972    | 1981    | 1998    | 2017      |
| ----------------------- | ------- | ------- | ------- | ------- | ------- | --------- |
| Population              | 218 320 | 272 270 | 451 290 | 560 570 | 908 370 | 1 487 903 |
| Croissance annuelle (%) |         | 2,25    | 4,43    | 2,60    | 2,88    | 2,49      |

Le district de Sukkur est majoritairement habité par les musulmans, qui constituent 96 % de la population totale, dans laquelle le sunnisme est majoritairement pratiqué à environ 80 %. Le district recense également une population de chiites (16 %), d'hindous (3,28 %) et de chrétiens (0,51 %). Les hindous sont plus souvent situés dans les zones urbaines et travaillent dans les secteurs d'échanges et de services.
Ethniquement, la langue sindhi partage la plus grande partie de la population dans les zones de Sukkur et Rohri (70,5 %), suivie de l'ourdou (15,5 %), du panjâbî (7,5 %), du pachto (2,5 %), du saraiki (1 %), du baloutche (1 %) et d'autres langues (2 %).

## Administration

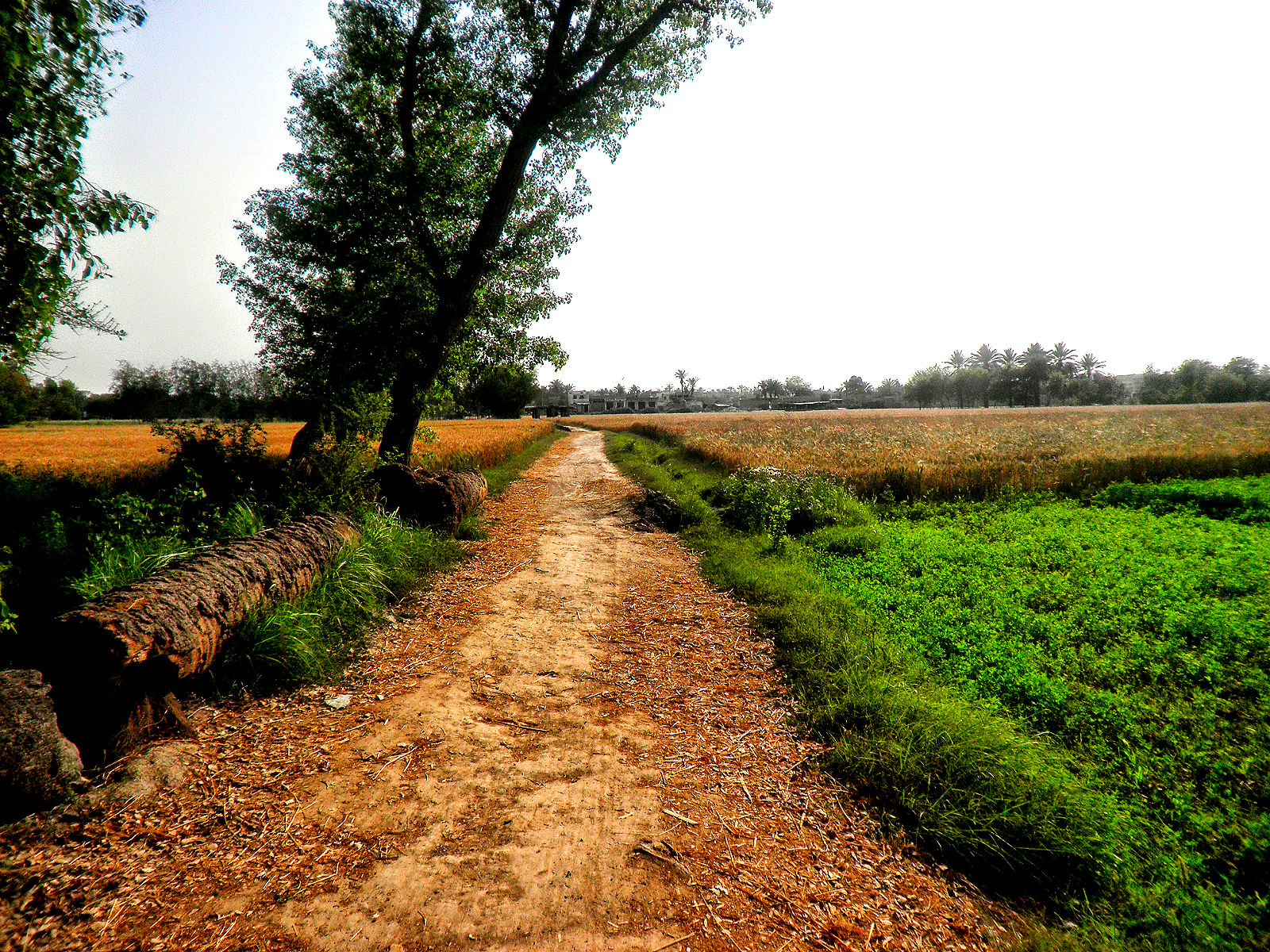
Cultures dans le tehsil de Pano Aqil.

Le district est divisé en quatre tehsils ainsi que 46 Union Councils.
| Tehsils   | Population (rec. 2017) | Superficie (km²) | Union Councils | Villages |
| --------- | ---------------------- | ---------------- | -------------- | -------- |
| Sukkur    | 551 357                | 274              | 20             | 50       |
| Rohri     | 371 104                | 1319             | 11             | 400      |
| Saleh Pat | 129 619                | 2339             | 03             | 250      |
| Pano Aqil | 435 823                | 1233             | 12             | 450      |
| Total     | 1 487 903              | 5 165            | 46             | 1 150    |

Quatre villes du district comptent plus de 20 000 habitants. La plus importante est de loin la capitale  Sukkur, qui rassemble moins de 34 % de la population du district et 69 % de sa population urbaine. Avec près d'un demi-million d'habitants, c'est la troisième plus grande ville de la province du Sind et la quatorzième du pays.
| Ville     | Population (rec. 2017) |
| --------- | ---------------------- |
| Sukkur    | 499 900                |
| Pano Akil | 75 805                 |
| Rohri     | 69 920                 |
| Salehpat  | 26 893                 |

## Économie et éducation

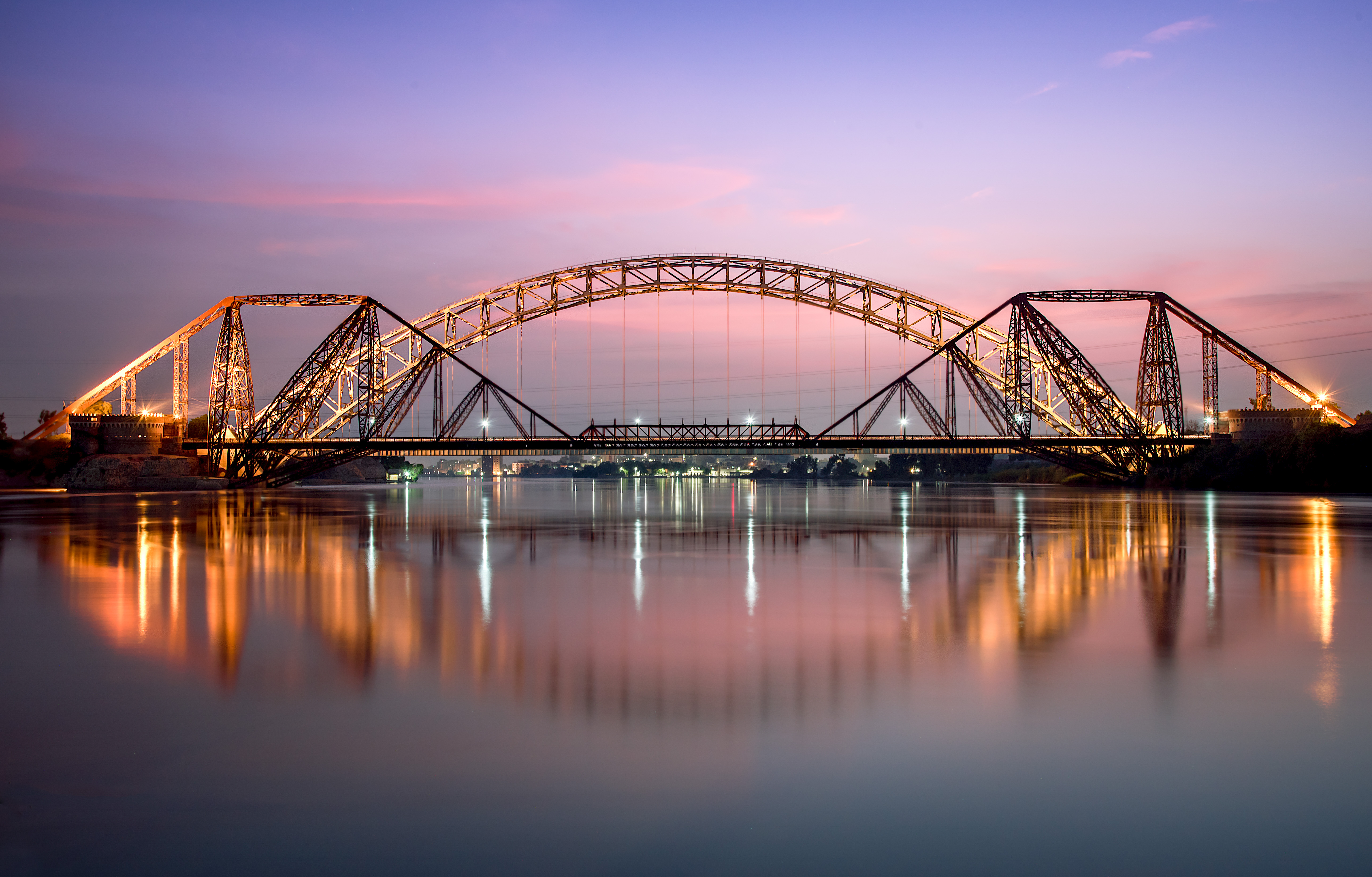
Les deux ponts Lansdowne et Ayub reliant Sukkur et Rohri.

Le district de Sukkur est au cœur du nord de la province du Sind, sa capitale étant la plus grande ville de la zone et un centre économique et de transit important. Le district est bien placé sur le réseau de transport, Sukkur et Rohri étant notamment connectées aux routes nationales et voies de chemins de fer, la deuxième ville se trouvant par ailleurs être un point de jonction ferroviaire important, directement relié à Karachi, Lahore et Quetta.
Selon un classement national de la qualité de l'éducation, le district se trouve un peu en dessous de la médiane nationale, avec une note de 53 sur 100 et une égalité entre filles et garçons de 78 %. Il est classé 87e sur 141 districts au niveau de la qualité de l'éducation et 79e sur 155 pour la qualité des infrastructures en enseignement primaire.

## Politique
Entre 2002 et 2018, le district est représenté par les quatre circonscriptions no 1 à 4 à l'Assemblée provinciale du Sind. Lors des élections législatives de 2008, elles sont toutes remportées des candidats du Parti du peuple pakistanais (PPP), et durant les élections législatives de 2013 par trois candidat du Parti du peuple pakistanais et un du Mouvement Muttahida Qaumi. À l'Assemblée nationale, il est partiellement représenté par les trois circonscriptions no 198, 199 et 203 et 225. Lors des élections législatives de 2008, elles ont été remportées par deux candidats du Parti du peuple pakistanais et un de la Ligue musulmane du Pakistan (Q), et durant les élections législatives de 2013, par deux candidats du PPP et un de la Ligue musulmane du Pakistan (F).
À la suite de la réforme électorale de 2018, le district est représenté par les deux circonscriptions no 206 et 207 à l'Assemblée nationale ainsi que les quatre circonscriptions no 22 à 25 de l'Assemblée provinciale. Lors des élections législatives de 2018, elles sont toutes remportées par des candidats du PPP. Parmi eux, on trouve Khurshid Ahmed Shah, chef de l'opposition à l'Assemblée nationale de 2013 à 2018.
| Parti                                        | Voix (national) | %       | Élus nationaux | Élus provinciaux |
| -------------------------------------------- | --------------- | ------- | -------------- | ---------------- |
| Parti du peuple pakistanais                  | 155 578         | 47,17 % | 2              | 4                |
| Mouvement du Pakistan pour la justice        | 119 298         | 36,17 % | 0              | 0                |
| Muttahida Majlis-e-Amal                      | 35 316          | 10,71 % | 0              | 0                |
| Autres partis                                | 9 528           | 2,89 %  | 0              | 0                |
| Indépendants                                 | 10 132          | 3,07 %  | 0              | 0                |
| Total exprimés (participation : 51,63 %)     | 329 853         | 100 %   | 2              | 4                |
| Source : Commission électorale du Pakistan,. |                 |         |                |                  |

## Lieux et monuments
- Lakhan jo Daro, site archéologique d'une des plus grandes villes connues de la civilisation de la vallée de l'Indus, au néolithique.